# 2월 29일
2월 29일은 그레고리력으로 윤년의 60번째 날이다. 윤일(閏日)이라고도 한다.
이 날은 윤년에만 존재하는데, 윤년은 보통 서기의 해가 4의 배수인 해에 해당된다. 그러나 400의 배수인 경우를 제외하면 100의 배수인 해에는 이 날이 없다. 따라서, 이 날이 생일이거나 제삿날이면 원칙적으로는 4년마다 생일을 쇠거나 제사를 지내야 한다. 이 때문에 대한민국 등 태음력을 사용하던 국가에서는 음력으로 생일을 정하거나, 2월 28일 또는 3월 1일에 생일이나 제사를 지내어 문제를 해결하기도 한다.
2월 29일이 있는 해는 쥐띠, 용띠, 원숭이띠의 해이고 2월 29일이 일요일, 화요일, 목요일인 해가 400년에 13번 나타나고, 금요일, 토요일인 해가 400년에 14번, 월요일, 수요일인 해가 400년에 15번 나타난다. 또한 경자, 경진, 경신년 중에는 2월 29일이 없는 경우도 있으며, 임자, 갑자, 병자, 무자, 임진, 갑진, 병진, 무진, 임신, 갑신, 병신, 무신년은 모두 2월 29일이 있다.
또한 2월 29일은 4년마다 한번 돌아오므로 400으로 나뉘지 않는 100의 배수인 해가 중간에 낀 경우를 제외하면 그 해의 2월 29일과 다음 2월 29일은 5요일의 차이가 난다. 순서는 1904년부터 2096년까지 월요일, 토요일, 목요일, 화요일, 일요일, 금요일, 수요일의 순으로, 2104년부터 2196년까지는 금요일, 수요일, 월요일, 토요일, 목요일, 화요일, 일요일의 순으로, 2204년부터 2296년까지는 수요일, 월요일, 토요일, 목요일, 화요일, 일요일, 금요일의 순으로 순환한다. 또한 400으로 나뉘지 않는 100의 배수인 해가 중간에 낀 경우를 제외하면 28년마다 2월 29일의 요일은 같다.
가장 가까운 윤년인 연휴는 삼일절 연휴이다. 단, 이날은 28년만에 돌아오는 윤년의 요일이 같다.

## 사건
- 1504년 - 크리스토퍼 콜럼버스가 월식에 대한 지식을 이용해 자메이카 원주민을 복종시키다.
- 1644년 - 아벌 타스만이 두 번째 태평양 항해를 시작하다.
- 1924년 - 복드 칸 몽골 자치과도정부국 국가주석이 몽골 인민당 명예고문위원장 직위를 사퇴하고 몽골 인민당 탈당을 선언하다.
- 1996년 - 페루의 포셋 항공(Faucett Airlines) 플라이트 251편이 안데스산맥에 충돌, 123 명의 승객과 승무원이 사망하다.

## 문화
- 1996년 - 서울 지하철 2호선 양천구청역 ~ 신정네거리역 개통
- 2000년 - 서울 지하철 7호선 신풍 ~ 온수 구간 개통
- 2004년 -
  - FC 안양 시티즌 발족
  - 서울방송(SBS) 여의도 사옥 마지막 송출
- 2008년 - 문화체육관광부 발족
- 2012년 - 도쿄 스카이 트리 완공
- 2024년 - 신기한나라TV 폐국.

## 탄생
- 1280년 - 모스크바 대공국의 정교회 대주교 바실 칼리카.(~1352년)
- 1288년 - 14세기 시대 모스크바 대공국의 대공 이반 1세. (~1340년)
- 1444년 - 모스크바 대공국의 정교회 대주교 세라피욘 노브고로트 1세. (~1516년)
- 1468년 - 제220대 로마의 교황 교황 바오로 3세. (~1549년)
- 1540년 - 정교회 시대 17세기 대주교 직무를 지낸 정교회 사제 겸 정치가 이그나티 모스크바. (~1620년)
- 1712년 - 네덜란드 태생의 러시아 제국 외교관 겸 정치가 자코부스 포옐. (~1775년)
- 1792년 - 이탈리아의 오페라 작곡가 조아키노 로시니. (~1868년)
- 1892년 - 중화민국의 과학자 겸 정치가 천보좡. (~1960년)
- 1900년 - 대한제국 고종의 황제 비공식 천출 서녀이자 덕혜옹주(德惠翁主)의 이복 언니인 이문용 궁주(李文鎔 宮主). (~1989년)
- 1912년 - 대한민국의 시인, 영문학자 윤영춘. (~1978년)
- 1916년
  - 대한민국의 협객 이성순. (~1983년)
  - 대한민국의 수필가, 미술평론가 변동림. (~2004년)
- 1920년 - 대한민국의 소설가 겸 영화 시나리오 작가 추식. (~1987년)
- 1924년
  - 대한민국 육군 예비역 소령 출신의 청년운동가 김성주. (~1954년)
  - 대한민국의 김좌진 첫째 며느리와 김두한의 부인 이재희. (~1986년)
- 1928년
  - 대한민국의 배우, 영화제작자 조항. (~1968년)
  - 대한민국 군인 출신 기업인 박영석. (~2014년)
  - 대한민국 군인 출신 정치가 양봉직. (~1995년)
  - 미국의 수학자 시모어 페퍼트. (~2016년)
  - 잉글랜드의 배우 조스 애클랜드. (~2023년)
- 1932년
  - 대한민국의 사회운동가 백기완.
  - 대한민국의 외교관, 공무원 김동휘. (~1983년)
- 1936년 - 인도네시아의 작가 엔하 디니. (~2018년)
- 1940년
  - 대한민국의 사회운동가, 학자 박성준.
  - 일본의 배우 하라다 요시오. (~2011년)
  - 독일의 배우 마르기트 카르스텐센. (~2023년)
- 1944년
  - 대한민국의 前 정치인 김삼근.
  - 대한민국 소설가 겸 역술가 백운산.
- 1948년 - 미국의 배우 켄 포리.
- 1952년
  - 대한민국의 배우 임정하. (~2022년)
  - 미국의 작가 팀 파워즈.
- 1956년
  - 대한민국의 전 야구 선수 정영기.
  - 대한민국의 시사평론가 겸 대학 교수 류종현.
- 1960년
  - 대만의 정치인 가오성티.
  - 미국의 작가 앤서니 로빈스.
- 1964년
  - 대한민국의 법조인 김영문.
  - 대한민국의 가수 민지.
  - 몰타의 축구 선수 카르멜 부수틸.
  - 대한민국의 배우 이종길.
- 1968년
  - 일본의 배우 이이지마 나오코.
  - 대한민국의 작가 신혜식.
- 1972년
  - 이탈리아의 배우 안토니오 사바토 주니어.
  - 대한민국의 골프 선수 양용은.
  - 대한민국의 희극인 장웅.
- 1976년
  - 미국의 랩퍼, 영화 배우 자룰.
  - 미국의 야구 선수 테런스 롱.
- 1980년
  - 대한민국의 배우 장희웅.
  - 대한민국의 배우, 모델 이화선.
  - 대한민국의 육상 선수 김건우.
  - 대한민국의 래퍼 비지.
- 1984년
  - 대한민국의 배우 강정우.
  - 루마니아의 권투 선수 이오누츠 게오르게.
  - 일본의 가수 요시오카 키요에 (이키모노가카리).
  - 일본의 배우 이마이 리카.
- 1988년
  - 독일의 축구 선수 베네딕트 회베데스.
  - 대한민국의 모델, 배우 손수현.
  - 대한민국의 야구 선수 최주환.
- 1992년
  - 알제리의 축구 선수 사피르 슬리티 타이데르.
  - 대한민국의 인터넷 방송인 사나고.
  - 대한민국의 가수, 유튜버 홍정오.
  - 미국의 배우 제시 어셔.
- 1996년
  - 일본의 축구 선수 다카하시 소야.
  - 대한민국의 골프 선수 정지민.
- 2000년
  - 대한민국의 가수 현서.
  - 스페인의 축구 선수 페란 토레스.
  - 대한민국의 인터넷 방송인 백크.

## 사망
- 1868년 - 바이에른 왕국의 국왕 루트비히 1세. (1786년~)
- 1908년 - 조선 말기의 의병대장이자, 독립운동가 민긍호. (1865년~)
- 1928년 - 이탈리아의 군인 아르만도 디아츠. (1861년~)
- 1932년 - 이탈리아의 수학자 주세페 비탈리. (1875년~)
- 1940년 - 미국의 언론인 로버트 셍스태크 애벗. (1868년~)
- 1944년 - 핀란드의 정치인 페르 에빈드 스빈후부드. (1861년~)
- 1952년 - 대한민국의 기업가 서병조. (1882년~)
- 1956년 - 필리핀의 대통령, 정치인 엘피디오 키리노. (1890년~)
- 1960년 - 미국의 FBI 요원 멜빈 퍼비스. (1903년~)
- 1968년 - 미국의 지진학자 휴고 베니오프. (1899년~)
- 1980년 - 대한민국의 언론인 안종필. (1937년~)
- 2004년
  - 대한민국의 수필가, 미술평론가 변동림. (1916년~)
  - 우크라이나의 체조인 올렉산드르 베레시. (1977년~)
- 2008년 - 대한민국의 항공공학자 겸 대학 교수이며 예비역 대한민국 공군 소령 장극. (1913년~)
- 2012년 - 영국의 가수, 배우 데이비 존스. (1945년~)
- 2020년 - 독일의 영화배우 디터 라저. (1942년~)
- 2024년
  - 캐나다의 제18대 총리 브라이언 멀로니. (1939년~)
  - 탄자니아의 제2대 대통령 알리 하산 므위니. (1925년~)
  - 대한민국의 정치인 채의숭. (1939년~)
  - 이탈리아의 영화배우, 영화감독 타비아니 형제. (1931년~)

## 기념일
- 세계 희귀질환의 날(Rare Disease Day): 윤년

## 같이 보기
- 전날: 2월 28일 다음날: 3월 1일 - 전달: 1월 29일 다음달: 3월 29일
- 음력: 2월 29일
- 모두 보기